# Miguel Alemán Valdés
Miguel Alemán Valdés (spanskt uttal: [miˈɣel aleˈman]
 ( lyssna)), född 29 september 1900 i Sayula i Veracruz, död 14 maj 1983 i Mexico City i Mexiko, var en mexikansk politiker.
Valdés var landets 53:e president mellan 1946 och 1952.
Alemán var ursprungligen advokat, och hans far hade blivit general under mexikanska revolutionen. Han utsågs 1936 till guvernör i delstaten Veracruz och 1940 till inrikesminister. Mellan 1946 och 1952 var Alemán Mexikos president. Hans regim kom att anklagas för korruption, och en påbörjad jordreform avbröts delvis, men perioden utmärktes dock av ekonomiska framsteg.

## Utmärkelser
- Kommendör med stora korset med kedja av Vasaorden, 23 september 1952.[2]